# Otello (film 1965)
Otello (Othello) è un film del 1965 diretto da Patrick Barton, Stuart Burge e John Dexter.
Il film è una trasposizione dell'Otello di William Shakespeare interpretato sempre da Laurence Olivier sul palcoscenico del Royal National Theatre a Londra.

## Riconoscimenti
- 1966 – Premio Oscar
  - Candidatura Miglior attore protagonista a Laurence Olivier
  - Candidatura Miglior attore non protagonista a Frank Finlay
  - Candidatura Miglior attrice non protagonista a Joyce Redman
  - Candidatura Miglior attrice non protagonista a Maggie Smith
- 1966 – Golden Globe
  - Candidatura Miglior film straniero (Regno Unito)
  - Candidatura Miglior attrice in un film drammatico a Maggie Smith
  - Candidatura Miglior attrice non protagonista a Joyce Redman
  - Candidatura Miglior attore non protagonista a Frank Finlay
- 1966 – Festival Internazionale del Cinema di San Sebastián
  - Concha de Plata al miglior attore a Frank Finlay
- 1967 - Premio BAFTA
  - Candidatura Miglior attore debuttante a Frank Finlay